# Provinz Tissemsilt
Die Provinz Tissemsilt (arabisch ولاية تيسمسيلت, DMG Wilāya Tīsamsīlat, tamazight ⴰⴳⴻⵣⴷⵓ ⵏ ⵜⵉⵙⴻⵎⵙⵉⵍⵜ Agezdu n Tisemsilt) ist eine Provinz (wilaya) im nördlichen Algerien.
Die Provinz liegt südwestlich der Hauptstadt Algier im Atlasgebirge, ihre Fläche beträgt 3208 km².
Rund 271.000 Menschen (Schätzung 2006) bewohnen die Provinz, die Bevölkerungsdichte beträgt somit rund 85 Einwohner pro Quadratkilometer.
Hauptstadt der Provinz ist Tissemsilt.